# Dorylaimus lineatus
Dorylaimus lineatus är en rundmaskart som beskrevs av Aitherr och Deboutteville 1972. Dorylaimus lineatus ingår i släktet Dorylaimus och familjen Dorylaimidae. Inga underarter finns listade i Catalogue of Life.